# Kendrew Barracks

i7
i11
i13
Die Kendrew Barracks sind eine Kaserne der British Army im Norden der englischen Grafschaft Rutland östlich Cottesmores. Die Kaserne befindet sich auf dem Gelände eines früheren Militärflugplatzes der Royal Air Force. Die fliegerische Nutzung wurde 2010 beendet.

## Geschichte

### RAF Cottesmore
Nach seiner Eröffnung am 11. März 1938 diente RAF Cottesmore fünf Jahre als Schulflugplatz, die meiste Zeit unterstand die Station dem Bomber Command. Die hier liegenden Trainingseinheiten waren bis 1942 mit Handley Page Hampdens ausgerüstet und ab 1942 mit der Vickers Wellington.
Zwischen September 1943 und Juli 1945 diente Cottesmore dann den United States Army Air Forces als Transportfliegerbasis.

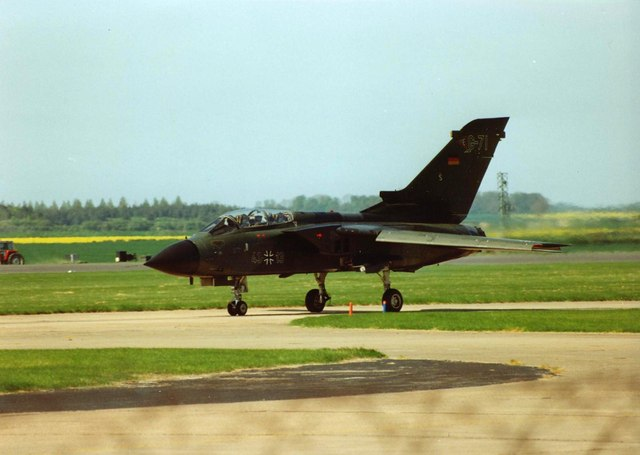
Deutscher Tornado 43+13/G-71 des TTTE, RAF Cottesmore

In den folgenden Jahren diente die Station zunächst weiterhin als Schulflugplatz, bis sie 1954 für ein Jahr Basis von Canberra-Bombern wurde. Anschließend war sie bis 1969 eine V-Bomber-Basis, zunächst Victor und später Vulcan. Zwischen Mai 1969 und Februar 1976 lag hier dann die Umschuleinheit für die Canberra.
Im Jahr 1980 wurde RAF Cottesmore Heimat des Tri-National Tornado Training Establishment (TTTE). Die Einrichtung, bei der RAF, die italienische Aeronautica Militare und die deutsche Luftwaffe die Umschulung auf den Panavia Tornado durchführten, wurde 1981 eröffnet und existierte bis 1999.
Anschließend war die Station noch ein gutes Jahrzehnt die Einsatzbasis der Joint Force Harrier. Die Harrier-Einsatzstaffeln der RAF lagen zuvor in Wittering und RAF Laarbruch.

### Kendrew Barracks
RAF Cottesmore wurde 74 Jahre nach Eröffnung im Jahre 1938 Ende März 2012 als RAF-Station geschlossen. Seither dienen die Kendrew Barracks als Armeekaserne. Als erstes wurde 2012 ein Infanterie-Regiment aus Dekelia/Zypern hierhin verlegt, das 2nd Battalion, Royal Anglian Regiment, das aber bereits 2017 durch das Princess of Wales's Royal Regiment ersetzt wurde. Ein zuvor zu den British Forces Germany (BFG) gehörendes und in Bielefeld stationiertes Logistik-Regiment, das 7. Regiment RLC (für Royal Logistics Corps), folgte 2013.
Die Kaserne soll in den kommenden Jahren für 40 Millionen Pfund für die Bedürfnisse der Armee modernisiert werden und anschließend auch das 18 Army Education Centre beherbergen.